# Oratoire San Crescentino
L′oratoire Saint-Crescentien (en italien : Oratorio di San Crescentino) est un édifice religieux situé à Morra, frazione de Città di Castello en Ombrie.

## Localisation
L'oratoire est situé à Morra, frazione située à environ 14 km de Città di Castello, sur la route menant à Cortone.

## Histoire
L'oratoire a été édifié en 1420 et agrandi en 1507. Deux inscriptions sur la façade indiquent 1420 comme date à laquelle « fut fait un petit oratoire », et en 1507, celle pendant laquelle « il fut reconstruit et agrandi ».
Il est dédié au soldat romain Crescentien qui propageait la foi chrétienne dans la haute vallée du Tibre, et qui fut martyr en 303 sur ordre de Dioclétien.

## Description

### Extérieur
Le corps principal, complété latéralement par un fronton campanaire, présente un  toit  à double pente et une façade à fronton triangulaire sur laquelle s'ouvre  un  grand  porche, surmonté d'un tympan décoré  en 1600 ; y ont été ouvertes ensuite deux petites fenêtres latérales et une grande ouverture qui empiète sur la base du  fronton.

### Intérieur
L’intérieur de l'édifice comporte une seule nef de forme rectangulaire, couverte par une toiture charpentée (en italien : a capriate), décorée à fresque par Luca Signorelli et son école et se terminant au fond par une niche en pierre finement sculptée et décorée à fresque. Dans la sacristie de l'oratoire se trouvent des fresques de style gothique tardif d'un maître anonyme local (XIVe siècle).

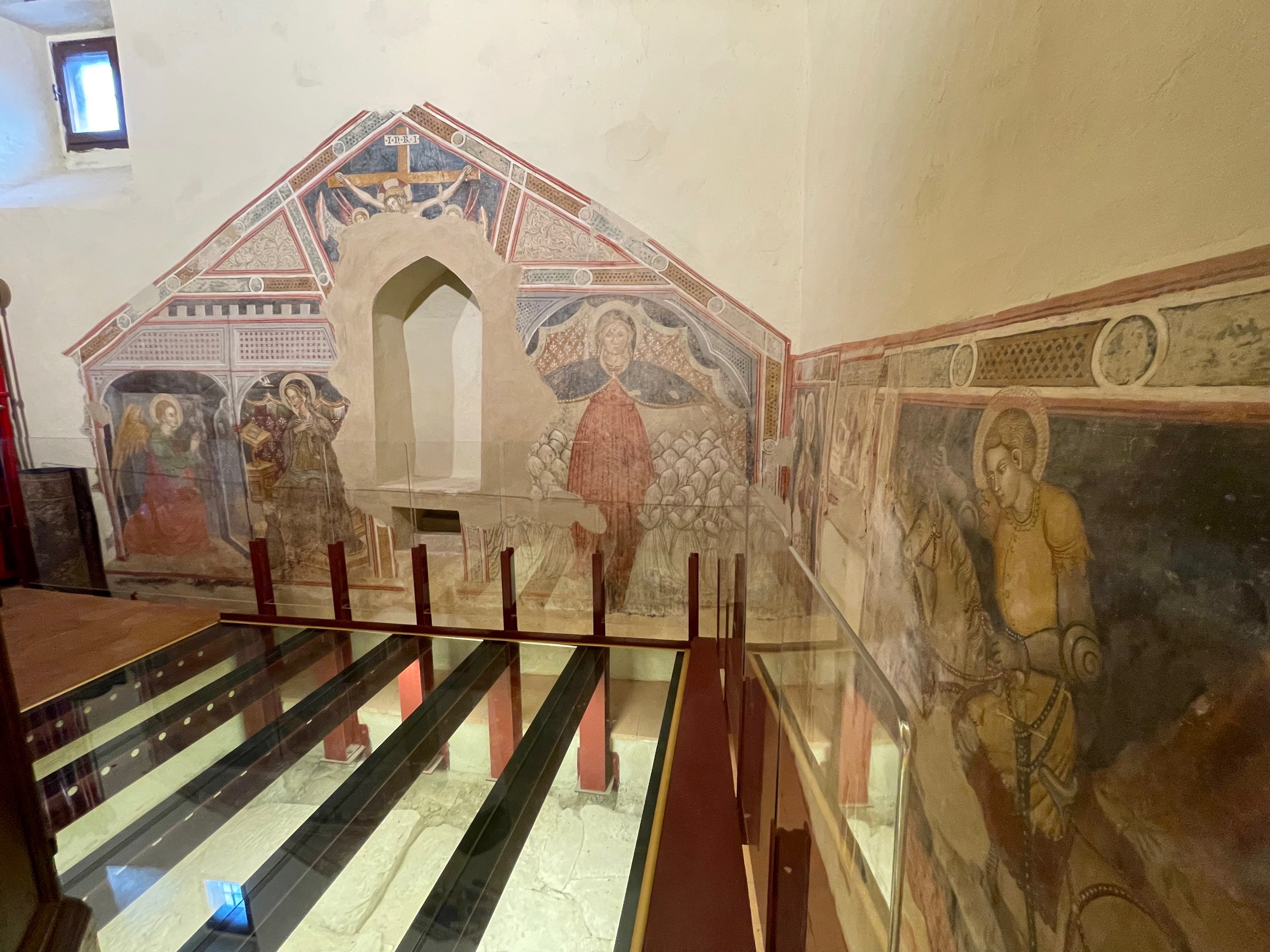
Plancher dégagé sur le premier oratoire de 1420, fresques avec à droite saint Crescentien.
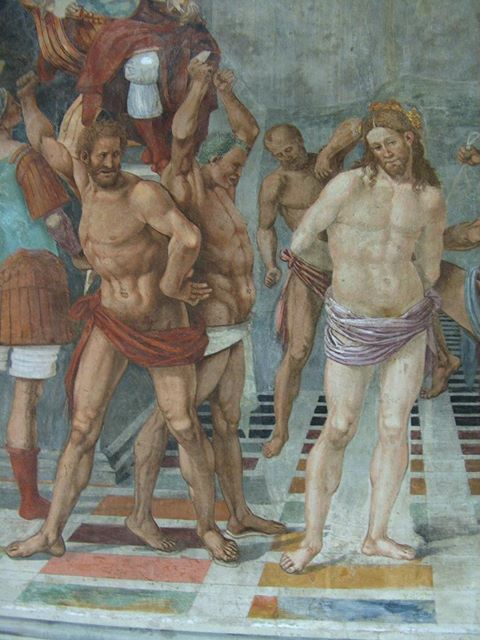
La Flagellation du Christ, détail de fresque (1500-1510).

## Œuvres
La sacristie actuelle qui occupe l'espace de l'oratoire original du XVe siècle comporte des traces de fresque du gothique tardif attribués à un peintre anonyme local d'inspiration sienno-arétine.
Une décoration a été réalisée entre 1500 et 1510 le long des parois par des peintres de l'école de  Luca Signorelli (1450-1523).
- Mur du Fond (niche sculptée)
- Le Père Éternel tenant à la main le Livre de la Vie, entre deux anges, sainte Marie-Madeleine et un  saint. Au centre une petite niche avec La Madone de la Miséricorde
- Paroi de gauche (fragments de fresques) :
  - L'Incrédulité de saint Thomas, L'Entrée de Jésus à Jérusalem, Jésus en prière dans le jardin de Gethsémani, La Cène, La Flagellation.
- Paroi de droite :  
  - La Crucifixion, La Déposition de la Croix, La Descente dans les Limbes, La Mise au Tombeau, La Résurrection, Madone de Lorette.

Les scènes de La Flagellation, de La Crucifixion et de la Madone de Lorette ont été attribuées à Luca Signorelli, bien qu’une restauration récente attribue l’œuvre à son école à partir de cartons conservés au Louvre et au British Museum. Il existe un dessin préparatoire pour le Christ de la Flagellation, conservé aux Offices à Florence, et un pour un Flagellateur au musée du Louvre.

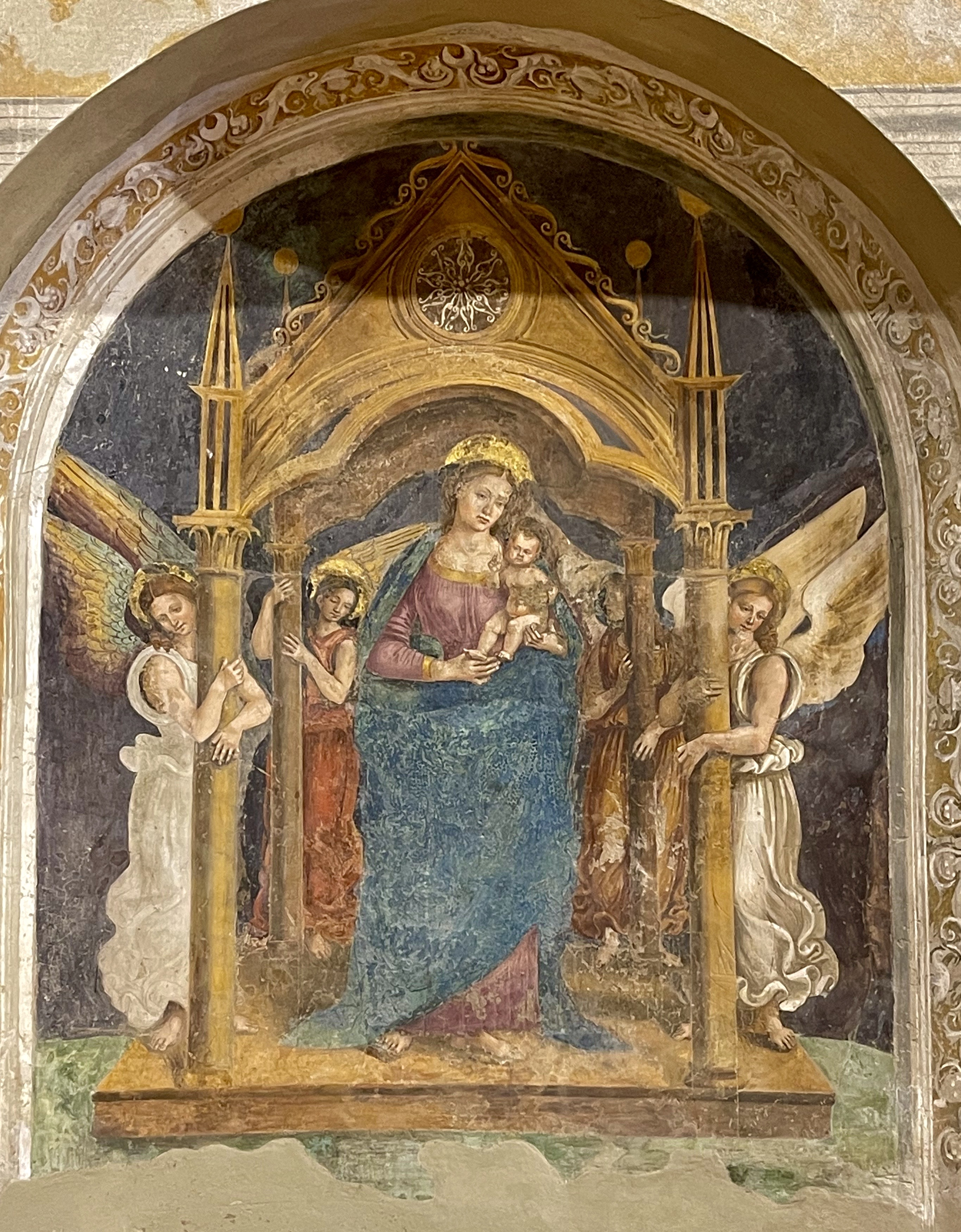
Madone de Lorette, paroi sud. attribuée à Luca Signorelli, 1508-1510.

Pour la fresque de la Madone de Lorette l’école de Signorelli reprend les codes gothico-byzantins du XIVe siècle, l'adaptant aux canons du XVe siècle.

## La restauration
Au cours des années 1970, l'Oratoire fut fortement dégradé par des infiltrations d'eau provenant du toit.
L'intervention nécessaire a été sponsorisée par l'artiste local Alberto Burri qui a offert son prix  premio per la Grafica, reçu de l’Accademia dei Lincei, et par le fruit de la vente d'une de ses œuvres à la Cassa di Risparmio.
Les travaux dirigés par l'architecte Giorgio Giorni, la restauration des fresques de Signorelli et de ses élèves, furent  réalisés par Alvaro et Nemo Sarteanesi.
En septembre 1977, l'inauguration de l'oratoire et de ses œuvres a vu la tenue d'un concert de musique pour violon de Jean-Sébastien Bach, joué par le soliste hongrois Sándor Végh.

## Sources
- Voir liens externes